# 佘合中
佘合中（1579年—？年），字子嘉，號初泰，直隸池州府銅陵縣（今安徽省銅陵縣）大通人，軍籍，明朝政治人物。

## 生平
萬曆三十一年（1603年）癸卯科應天府鄉試三十九名舉人，萬曆三十八年（1610年）庚戌科會試二百名，第三甲第十名進士。戶部觀政，授行人司行人，四十年任順天鄉試同考官，四十四年行取，暫擬工部主事，四十六年考選，擬山東道監察御史。天啓初巡视漕运，二年（1622年）三月巡按湖广，八月升山东按察司副使。五年十月起复福建道御史，六年闰六月升大理寺右寺丞，九月乞休，加大理寺少卿致仕。

## 家族
曾祖佘琇；祖父佘永亨，贈徵仕郎；父佘侃，進階徵仕郎；嫡母汪氏（封孺人）；顧氏；生母陳氏。永感下。
兄建中；懋中（歲貢、山東莒州同知）；致中（義官）；佘敬中（嘉靖己未進士、吏部郎中、广西右参政）；立中；向中；啓中（庠生）；弘中（监生）；佘毅中（甲戌進士、工部都水司郎中、贈冏卿）；文中（上林院監錄事）。弟佘萃（丁酉舉人）；佘翹（辛卯舉人）。
子佘曙；佘熺。
族兄佘敬中、佘毅中皆為進士。